# Escola d'Organització Industrial
L'Escola d'Organització Industrial fou la primera escola de negocis a Espanya i avui en dia fundació. Fundada el 1955 pel sociòleg Fermín de la Sierra, des de 1997 passà a ser una fundació.
Els objectius de la institució són: formar directius i tècnics a l'àmbit de l'empresa industrial, potenciar l'intercanvi entre el món empresarial i la universitat, promoció de la col·laboració amb centres de formació de grans grups empresarials i oferir màsters per a graduats sense experiència.
El 1955 va ser creada per acord dels ministeris d'Indústria i d'Educació. El primer president de l'escola fou el propi fundador i el 1957 es va fer el primer curs. Des de 1991, desenvolupà programes docents i de post-grau a Amèrica.
L'abril de 1997 es convertí en una fundació que pertany al Ministeri d'Indústria i Energia espanyol i diverses empreses: CDTI, CECA, Ericsson, Fundació Airtel Móvil i Retevisión.